# تارا لين البر
تارا لين البر (بالإنجليزية: Tara Lynne Barr)‏ (و. 1993 – م) هي ممثلة، وممثلة مسرحية، وممثلة أفلام، وممثلة تلفزيونية من الولايات المتحدة الأمريكية . ولدت في مقاطعة أورانج .

## روابط خارجية
- تارا لين البر على موقع IMDb (الإنجليزية)
- تارا لين البر على موقع قاعدة بيانات الأفلام العربية
- تارا لين البر على موقع ألو سيني (الفرنسية)
- تارا لين البر على موقع تيرنر كلاسيك موفيز (الإنجليزية)
- تارا لين البر على موقع أول موفي (الإنجليزية)
- تارا لين البر على موقع قاعدة بيانات الفيلم (الإنجليزية)
- تارا لين البر على موقع كينوبويسك (الروسية)